# Mirafra somalica
La alondra somalí (Mirafra somalica) es una especie de ave paseriforme de la familia Alaudidae, endémica de Somalia.

## Área biogeográfica
El área de distribución de la Mirafra somalica es en cierto modo amplia, con una extensión global estimada de unos 270.000 km².

## Hábitat
Su hábitat natural es la pradera seca de baja altitud subtropical o tropical.